# Toporczyk
Toporczyk (Licinus) – rodzaj chrząszczy z rodziny biegaczowatych i podrodziny dzierowatych.

## Morfologia
Chrząszcze o ciele długości od 8 do 18 mm. Głowa ma niewyłupiaste półkuliście oczy z dwoma parami szczecinek przy ich wewnętrznych brzegach. Szczecinek nadocznych również są dwie pary. Aparat gębowy odznacza się lekko i zwykle niesymetrycznie zafalowaną przednią krawędzią wargi górnej, która to prześwituje przez błoniaste wcięcie na nadustku, niesymetrycznie zbudowanymi, krótkimi i szerokimi żuwaczkami bez chetoporów w bruzdach zewnętrznych oraz toporowato rozszerzonymi, ściętymi na krawędzi wierzchołkowej ostatnimi segmentami głaszczków szczękowych, osadzonymi na segmentach przedostatnich przyśrodkowo. Pokrywy mają punktowane międzyrzędy, a rząd ósmy jest niezmodyfikowany, na całej długości jednakowo oddalony od krawędzi bocznej. Wierzchołek pokryw jest zaokrąglony. Odnóża przedniej pary samców odznaczają się stopami o dwóch rozszerzonych członach.

## Ekologia i występowanie
Owady najczęściej zasiedlające stanowiska o podłożu piaszczystym lub gliniastym, zarówno na terenach otwartych, jak i zamkniętych, w tym stepy, zbiorowiska kserotermiczne, zakrzewienia, lasy, skąpo porośnięte pobrzeża wód. Zarówno postacie dorosłe, jak i larwy są malakofagami preferującymi polowanie na ślimaki.
Rodzaj palearktyczny. W Europie stwierdzono 18 gatunków, z czego w Polsce cztery (zobacz dzierowate Polski).

## Taksonomia
Takson ten wprowadzony został po raz pierwszy w 1802 roku przez Pierre’a-André Latreille’a.
Do rodzaju zalicza się 29 opisanych gatunków sklasyfikowanych w czterech podrodzajach:
- podrodzaj: Licinus (Allolicinus) Semenov-Tian-Shanskii, 1927
  - Licinus jaloricus Andrewes, 1927
- podrodzaj: Licinus (Licinus) Latreille, 1802
  - Licinus aegyptiacus Dejean, 1826
  - Licinus aequatus Audinet-Serville, 1821
  - Licinus afghanistanus (Jedlička, 1967)
  - Licinus bartoni Maran, 1934
  - Licinus cassideus (Fabricius, 1792)
  - Licinus convexus Heyden, 1889
  - Licinus cordatus Chaudoir, 1861
  - Licinus corustes Andrewes, 1932
  - Licinus depressus (Paykull, 1790)
  - Licinus gansuensis Facchini & Sciaky, 2012
  - Licinus iranicus Jedlicka, 1968
  - Licinus italicus Puel, 1925
  - Licinus lindbergi Antoine, 1936
  - Licinus manriquianus Wollaston, 1862
  - Licinus merkli Frivaldszky, 1880
  - Licinus peltoides Dejean, 1826
  - Licinus planicollis Fauvel, 1888
  - Licinus pubifer Reitter, 1897
  - Licinus punctatulus (Fabricius, 1792)
  - Licinus schuberti Jedlicka, 1968
  - Licinus silphoides (P. Rossi, 1790)
  - Licinus yezoensis Habu, 1947
- podrodzaj: Licinus (Neorescius) Csiki, 1906
  - Licinus astrabadensis Reitter, 1902
  - Licinus hoffmannseggii (Panzer, 1803)
  - Licinus oblongus Dejean, 1826
  - Licinus oertzeni Reitter, 1889
- podrodzaj: Licinus (Tricholicinus) Poppius, 1912
  - Licinus setosus (Sahlberg, 1880)